# 파시 (시장)
파시(波市)는 바다 위에서 성어기에 각처에서 모여드는 어민들로 형성되는 계절적인 어시장을 말한다. 옛날에는 파시평(波市坪)이라고도 하였다. 현재에는 연안의 육지시장 일대를 합친 어촌취락을 말하는 경우가 많다. 계절에 따른 어장이 달라짐에 따라 어선·어업 관계자, 접객업자, 기타 상인들이 후조(候鳥)처럼 이동하므로 어기가 지나면 한촌으로 되돌아간다.
파시가 서는 대표적인 곳은 신안군의 흑산(흑산도 예리)·사월포(자은도 고장리)·개원(임자도 재원리)·원평(비금도 신원리) 등인데 3월부터 9, 10월까지 선다. 이 밖에 위도·칠산바다·개야도·녹도·고군산제도·연평도·어청도·용호도 등이며, 거문도·청산도·추자도 등은 파시에 유래되어 발달한 취락이다.